# Le Père Goriot
Pour les articles homonymes, voir Le Père Goriot (homonymie).
 (avril 2025).
Le Père Goriot est un roman d’Honoré de Balzac, commencé à Saché en 1834, dont la publication commence dans la Revue de Paris et qui paraît en 1835 en librairie. Il fait partie des Scènes de la vie privée de La Comédie humaine. Le Père Goriot établit les bases de ce qui deviendra un véritable édifice : La Comédie humaine, construction littéraire unique en son genre, avec des liens entre les volumes, des passerelles, des références. Le roman est dédié « au grand et illustre Geoffroy Saint-Hilaire ». Il est composé de quatre parties.

## Résumé
Le roman s'ouvre en 1819, avec la description sordide et répugnante du quartier du Val-de-Grâce et de la Maison-Vauquer,, une pension parisienne située dans la rue Neuve-Sainte-Geneviève et appartenant à la veuve madame Vauquer. Plusieurs résidents s'y côtoient, dont : Eugène de Rastignac, jeune étudiant en droit, ambitieux, à l'esprit sagace et d'origine modeste ; un mystérieux personnage au physique imposant et aux manières un peu rustres et grossières, nommé Vautrin ; et un ancien vermicellier ayant fait fortune pendant la Révolution, maintenant retraité, complètement désargenté et veuf, surnommé le père Goriot. À l'époque où ce dernier est arrivé à la pension, lorsqu'il était encore riche, la veuve Vauquer nourrissait le désir quelque peu intéressé de se marier avec lui. Mais après une malheureuse affaire dont la veuve Vauquer a injustement rejeté la faute sur M. Goriot, celle-ci s'est mise à développer une certaine aversion pour lui et à entreprendre quelques mesquineries à son égard. C'est elle, en particulier, qui lui a donné le surnom de « père Goriot » en remplacement de « M. Goriot ». Les médisances répétées de la veuve Vauquer à son sujet font de lui le souffre-douleur de la pension. Son caractère taciturne n'arrange pas les choses et laisse le champ libre aux allégations les plus fantaisistes, comme un supposé libertinage ou une prétendue déficience mentale. Logent également dans la pension d'autres personnes, comme mademoiselle Michonneau ou monsieur Poiret. Horace Bianchon fait partie des pensionnaires « externes », qui viennent pour dîner.
Rastignac, héros du roman, a le grand rêve de s'intégrer dans la haute société. Il y fait ses premiers pas au bal d'une cousine, la vicomtesse de Beauséant. C'est pendant cette soirée qu'il rencontre Anastasie de Restaud, qu'il ne sait pas encore être la fille aînée du Père Goriot. Plein d'espoir, il décide de rendre visite à Madame de Restaud, mais multiplie les maladresses qui lui fermeront la porte de la comtesse.
Il décide alors de partir chez sa cousine la vicomtesse de Beauséant, et de lui demander conseil. Celle-ci lui apprend que Madame de Restaud est une des filles du père Goriot. Elle décide de le prendre sous son aile, lui explique qu'il lui faudra abandonner la morale pour parvenir à ses ambitions, et lui propose de se rapprocher de Delphine de Nucingen, une autre fille du père Goriot qui lui servira de tremplin pour intégrer la haute société. Afin de séduire cette dernière, Eugène demande de l'argent à sa famille, certes déjà pauvre, mais dont il sait qu'elle est prête à se sacrifier pour lui. Un peu plus tard, Vautrin lui fera la même leçon cynique que la vicomtesse de Beauséant, mais en proposant cette fois à Eugène d'épouser Victorine Taillefer (aussi pensionnaire de la Maison-Vauquer). Victorine est la fille d'un riche banquier, mais celui-ci consacre toute sa fortune à son fils aîné, qui ne donne aucune rente à sa sœur. Vautrin suggère donc de s'en débarrasser en arrangeant un duel entre lui et un autre homme qui lui doit des faveurs. Eugène est outré par cette proposition, refuse, et fait la résolution de ne plus compter que sur sa vertu et son travail pour parvenir à ses ambitions. Mais cette résolution est vite oubliée, et les paroles de Vautrin se bousculent dans son esprit,. Il rencontre Delphine de Nucingen au théâtre, et est persuadé, à tort, de lui avoir fait une somptueuse impression.
Un peu plus tard, les pensionnaires apprennent que Vautrin, ou Jacques Collin de son vrai nom, est en réalité un maître criminel surnommé « Trompe-la-Mort ». Vautrin s'arrange cependant pour que son ami tue le frère de Victorine ; mais il est capturé par la police.
Le père Goriot éprouve un amour intense et presque maladif à l'égard de ses deux filles, pour lesquelles il a dépensé toute sa fortune dans l'intention de les rendre heureuses. Mais en tant qu'ancien de la Révolution française, la présence du père Goriot, en cette période de Restauration de la monarchie, devenait gênante aux yeux de ses gendres. Ces derniers sont donc parvenus à pousser les filles du père Goriot à le renier, non sans la complicité de Goriot lui-même. Il est furieux de la manière dont elles sont traitées par leurs maris. Il est enthousiasmé par l'intérêt de Rastignac pour sa fille Delphine et achète même un appartement pour eux deux, afin de les rapprocher, espérant qu'ils s'entichent l'un de l'autre et se mettent en couple, ce qui lui permettra de voir sa fille plus souvent.
Quand son autre fille, Anastasie de Restaud, l'informe qu'elle se trouve obligée de vendre la bijouterie familiale de son mari pour payer les dettes de son amant, le père Goriot est accablé de chagrin par sa propre impuissance et subit un accident vasculaire cérébral.
Delphine ne vient pas voir son père sur son lit de mort, et Anastasie arrive trop tard. Avant de mourir, dans une crise de désespoir mêlée de lucidité et de rage, Goriot maudit ses filles ingrates tout en les recommandant à Rastignac et en finissant, dans son dernier soupir, par bénir les absentes qu'il n'a jamais cessé d'aimer. Seuls Rastignac et un domestique de la Maison-Vauquer nommé Christophe assistent aux funérailles. Les filles de Goriot, plutôt qu'être présentes à l'enterrement, envoient leurs voitures vides, chacune arborant les blasons respectifs de leur famille.
Après la courte cérémonie, Rastignac se tourne face à Paris, alors que les lumières du soir commencent à apparaître, et dit majestueusement : « À nous deux maintenant ! » – avant d'aller dîner chez Delphine.

## Personnages

### Eugène de Rastignac
Venu d'Angoulême pour étudier le droit à Paris, il rencontre à la pension Vauquer Jacques Collin, alias Vautrin, qui excite ses mauvais penchants. Toutefois, Rastignac, ambitieux mais humain, ne suit pas jusqu’au bout les conseils criminels de Jacques Collin. Ami d’Horace Bianchon (étudiant en médecine), il aime une fille du père Goriot, Delphine de Nucingen.

### Jean-Joachim Goriot (Père Goriot)

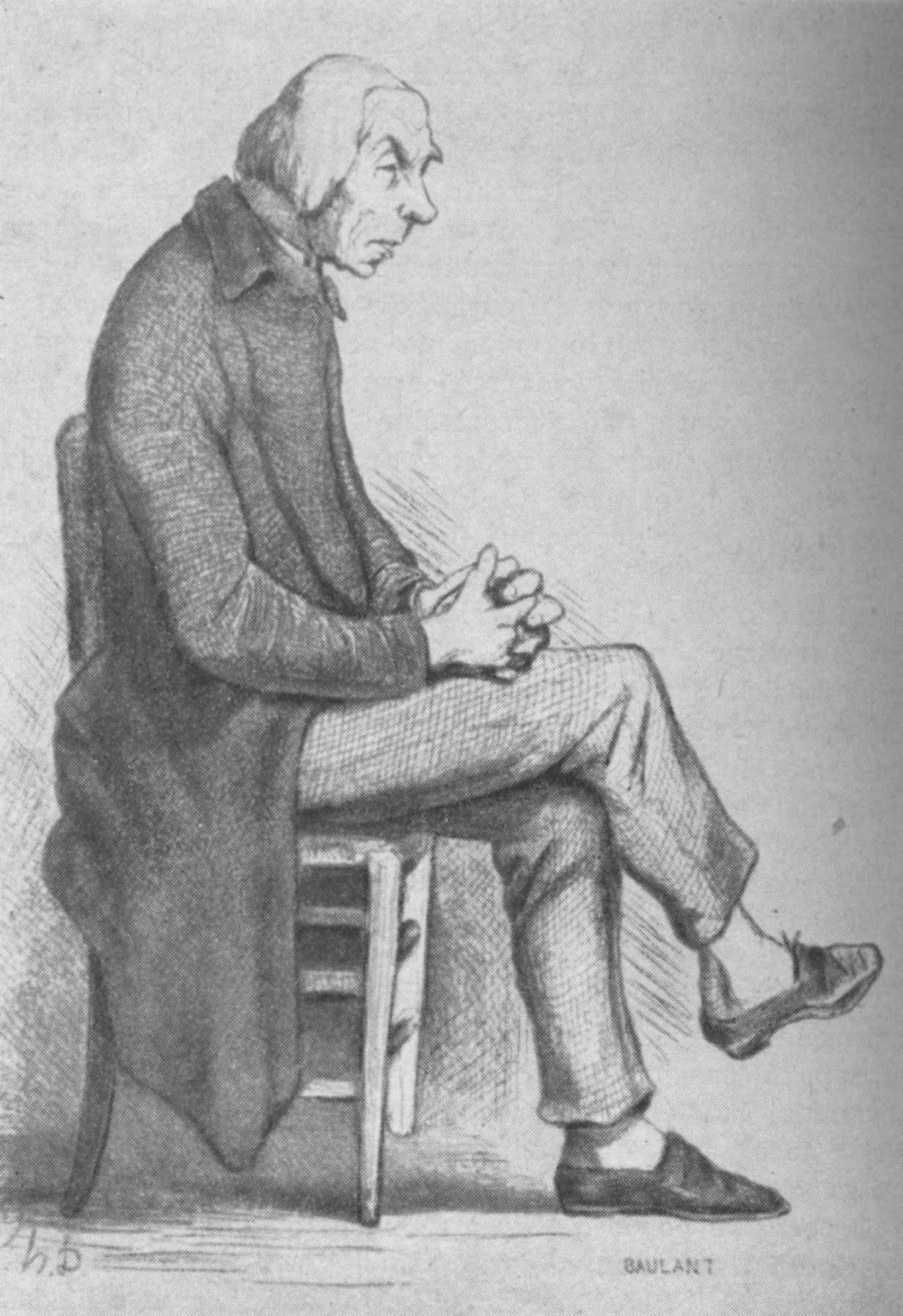
Le père Goriot par Daumier (1842).

Ancien vermicellier, le père Goriot a fait fortune durant la Révolution. Il éprouve un amour sans limites envers ses deux filles. Celles-ci en profitent et lui demandent de l'argent sans répit : « Riche de plus de soixante mille livres de rentes, et ne dépensant pas douze cents francs pour lui, le bonheur de Goriot était de satisfaire les fantaisies de ses filles […] il ne demandait qu'une caresse en retour de ses offrandes. » Mais ses filles se révèlent ingrates : « Le citron bien pressé, ses filles ont laissé le zeste au coin des rues. » Même à la mort de leur père, Anastasie de Restaud et Delphine de Nucingen ne se dépêchent pas pour venir lui dire adieu. Il ne reste en vie que pour elles, mais seule madame de Restaud vient avant que la mort ne l’ait emporté, afin de s'excuser… Il meurt sans un sou, ayant tout donné à ses filles et ayant vendu le peu de choses qu'il avait pour pouvoir offrir une robe à Anastasie. Bianchon et Rastignac, les deux étudiants, doivent eux-mêmes payer l’enterrement du père Goriot, car celui-ci n'avait plus d'argent et ses gendres ne voulurent pas payer.

### Jacques Collin, alias Vautrin ou Trompe-la-Mort
Ce personnage, que Balzac appelait une « colonne vertébrale » de La Comédie humaine, apparaît pour la première fois dans ce roman. C'est un forçat évadé du bagne de Toulon, qui a été condamné pour un crime commis par un autre, un jeune Italien dont on ne connaît que le nom. Depuis 1815, il se cache à Paris sous le nom de Vautrin. Il est probablement trahi par un ancien camarade du bagne, surnommé Fil-De-Soie. À l'aide de Mlle Michonneau, qui découvre la marque « T. F. » sur l'épaule de Vautrin, on peut l'arrêter et l'envoyer au bagne de Rochefort.
Vautrin a des cheveux roux (rouge brique) et porte une perruque.

### Delphine de Nucingen
Fille cadette du père Goriot, elle épouse en 1808 le baron de Nucingen. Delphine, qui n'aime pas son mari, est, au début de l'histoire, la maîtresse de De Marsay. Le riche banquier ne lui donne que le strict nécessaire. C'est pourquoi Delphine est toujours à la recherche d'argent. Elle vient arracher à son père ses dernières économies pour payer les dettes contractées par elle chez l’usurier Gobseck. Devenue la maîtresse d'Eugène de Rastignac, elle s'installe avec lui dans un petit appartement aménagé par le père Goriot qui pense finir ses jours aux côtés des deux tourtereaux. Les espoirs du vieillard seront déçus. Delphine est tout entière occupée à être reçue chez la vicomtesse de Beauséant, qui règne sur le Tout-Paris et dont le salon au faubourg Saint-Germain ne s'ouvre qu'aux gens titrés de longue date, ce qui n'est pas le cas de Delphine, ex-roturière. Eugène de Rastignac réussit tout de même à la faire admettre au bal d'adieu de la vicomtesse qui quitte Paris par dépit amoureux, après avoir été abandonnée par le marquis d'Ajuda-Pinto.

### Anastasie de Restaud
Fille aînée du père Goriot qu’elle a pratiquement renié, elle est la maîtresse de Maxime de Trailles dont elle paie les dettes à Gobseck. Eugène de Rastignac, qui l'a rencontrée et a cru lui plaire au bal organisé par la vicomtesse de Beauséant, jette son dévolu sur elle avant d'être cruellement déçu car il est bien inférieur au riche et élégant Maxime. Il sympathise avec le mari d'Anastasie mais la mention qu'il fait du père Goriot, sans savoir le lien de parenté qui le lie à Anastasie, plonge le couple dans l'embarras, lui fermant ainsi définitivement les portes de la maison de Restaud.

### Vicomtesse de Beauséant
Elle est la cousine d'Eugène de Rastignac. La vicomtesse est une figure du Tout-Paris. Elle présente d’abord le jeune homme à son mari, le vicomte de Beauséant, puis elle l’introduit dans le grand monde en lui donnant de précieux conseils. Dans le même temps, on apprend qu’elle vient d’être abandonnée par son amant, le marquis d'Ajuda-Pinto. Pour fuir l’humiliation qu’il lui inflige en épousant mademoiselle de Rochefide, elle va quitter Paris immédiatement après la célèbre fête où est enfin invitée Delphine de Nucingen qui attendait cette occasion depuis longtemps.
La Femme abandonnée fait suite à la fuite de madame de Beauséant dans Le Père Goriot.

### Horace Bianchon
Cet étudiant en médecine, également pensionnaire de la maison Vauquer, est l'ami de Rastignac. À la fin de ce roman, Bianchon fait tout pour essayer de sauver le père Goriot de la mort, mais il échoue.
Il est intéressant de constater la complexité du personnage de Bianchon dans Le Père Goriot. En effet, au moment où le carabin apprend que la mort du père Goriot est inéluctable, il continuera à tout faire pour le sauver mais « profitera » également de la situation pour étudier la maladie d'un point de vue scientifique.

« — Dis donc, Eugène, je viens de voir notre médecin en chef, et je suis revenu toujours courant. S’il se manifeste des symptômes de raison, s’il parle, couche-le sur un long sinapisme, de manière à l’envelopper de moutarde depuis la nuque jusqu’à la chute des reins, et fais-nous appeler.

— Cher Bianchon, dit Eugène.

— Oh ! il s’agit d’un fait scientifique, reprit l’élève en médecine avec toute l’ardeur d’un néophyte.

— Allons, dit Eugène, je serai donc le seul à soigner ce pauvre vieillard par affection.

— Si tu m’avais vu ce matin, tu ne dirais pas cela, reprit Bianchon sans s’offenser du propos. Les médecins qui ont exercé ne voient que la maladie ; moi, je vois encore le malade, mon cher garçon. »

### Personnages secondaires
- Madame Vauquer, maîtresse éponyme de la pension. Elle a quarante-neuf ans. C'est une personne négligée. Elle est avare[40],[41].
- Madame Couture, veuve d'un commissaire-ordonnateur, Victorine Taillefer est sa pupille[42].
- Poiret, pensionnaire rentier épris de mademoiselle Michonneau.
- Jean-Frédéric Taillefer, homme riche, il refuse de reconnaître sa fille, Victorine, réfugiée à la pension Vauquer.
- Victorine Taillefer, fille reniée de Jean-Frédéric Taillefer[43], éprise d'Eugène de Rastignac.
- Frédéric de Nucingen, époux de Delphine Goriot.
- Henri de Marsay, amant de Delphine de Nucingen.
- Maxime de Trailles, amant d'Anastasie de Restaud.
- Marquis d'Ajuda-Pinto, personnage de haute et riche noblesse portugaise, il est l’amant de la vicomtesse de Beauséant, ce qui ne l’empêche pas d’épouser une demoiselle de Rochefide.
- Jean-Esther van Gobseck, usurier.
- Maître Derville, avoué du père Goriot.
- Sylvie, cuisinière de la pension et Christophe, jeune garçon travaillant à la pension Vauquer.
- Laure et Agathe de Rastignac, sœurs d'Eugène.
- Christine-Michelle Michonneau, retraitée et vieille fille vivant à la maison Vauquer.

Quant aux personnages mentionnés ci-dessous, ils animent la haute société dans Le Père Goriot, à titre de première apparition, mais ils ont déjà paru ou vont paraître a posteriori, selon le procédé de « l’éclairage rétrospectif » de Balzac, dans un grand nombre d’ouvrages. Ils sont tous présents au bal d’adieu de la vicomtesse de Beauséant :
- Léontine de Sérisy ;
- le marquis de Ronquerolles ;
- la marquise de Listomère ;
- Charles de Vandenesse ;
- Félix de Vandenesse ;
- la duchesse de Carigliano ;
- Diane de Maufrigneuse ;
- le général de Montriveau ;
- Antoinette de Langeais ;

L'on peut en outre signaler les personnages de la haute société apparaissant au premier bal auquel prend part Rastignac :
- Lady Brandon, qui apparaît dans La Grenadière ;
- Antoinette de Langeais, qui apparaît dans La Duchesse de Langeais ;
- la comtesse de Kergarouët ;
- Léontine de Sérisy ;
- la duchesse de Carigliano ;
- Rose Ferraud, qui apparaît dans Le Colonel Chabert ;
- madame de Lanty, qui se trouve dans la nouvelle Sarrasine ;
- la marquise d'Aiglemont, qui apparaît dans La Femme de trente ans ;
- madame Firmiani, qui apparaît dans le roman éponyme ;
- la marquise de Listomère ;
- Diane de Maufrigneuse ;
- le général de Montriveau, qui apparaît dans La Duchesse de Langeais
- Maxime de Trailles, qui apparaît dans Gobseck.

Les familles :
- Maulincourt ;
- De Ronquerolles ;
- De Grandlieu ;
- De Marsay ;
- D'Ajuda-Pinto ;
- De Vandenesse.

## Analyse

### Thèmes
Le Père Goriot aborde le thème de l'amour paternel poussé jusqu'à la déraison. Il donne aussi une vision globale de la société parisienne sous la Restauration et de toutes ses couches sociales, depuis les plus démunies jusqu'aux plus élevées. L'arrivisme et la nécessité de la réussite dans la jungle mondaine sont incarnés par un groupe de « jeunes loups », tel Maxime de Trailles, ou par de jeunes provinciaux fermement décidés à se faire une place de choix, tel Eugène de Rastignac.

### Le Père GoriotetLe Roi Lear
Certains analystes rapprochent ce roman de Balzac et Le Roi Lear de William Shakespeare. Toutefois, on peut noter des différences : le père Goriot se dépouille de sa fortune pour installer ses deux filles dans les hautes sphères, mais il n’a de préférence ni pour l’une ni pour l’autre, contrairement au roi Lear qui, lui, a trois filles et qui privilégie les deux flatteuses contre celle qui parle trop franchement.

## Réception
C'est un des dix romans sélectionnés par William Somerset Maugham, en 1954, dans son essai Ten Novels and Their Authors.

### Traductions
- (en) 1991: Old Goriot présenté par Everyman Books (Donald Adamson).

## Publication
Le Père Goriot a été initialement publié sous forme de feuilleton au cours de l'hiver 1834-1835.
Dans l'édition de 1835 du Père Goriot publiée (en deux volumes, sous le titre de Le Père Goriot : Histoire parisienne) et éditée par Edmond Werdet, l'œuvre a été séparée en sept chapitres : Une Pension bourgeoise, Les Deux Visites et L'Entrée dans le Monde (dans le premier volume), et L'Entrée dans le Monde (Suite), Trompe-la-Mort, Les Deux Filles et La Mort du Père (dans le deuxième volume).

## Adaptations

### Adaptations cinématographiques et télévisuelles
- Le Père Goriot, film de Jacques de Baroncelli (1921).
- Le Père Goriot, film de Robert Vernay (1945).
- Le Père Goriot, film de Paddy Russell (1968)[47].
- Le Père Goriot, téléfilm de Guy Jorré (1972).
- Rastignac ou les Ambitieux, film d'Alain Tasma (2001)[48].
- Le Père Goriot, téléfilm inspiré par le roman, réalisé en 2004 par Jean-Daniel Verhaeghe, adapté par Jean-Claude Carrière, avec Charles Aznavour dans le rôle-titre.

### Adaptation radiophonique
- Le Père Goriot, feuilleton en 10 épisodes sur France Culture[49].

### Adaptation en bande dessinée
- Le Père Goriot, bande dessinée publiée en deux volumes aux éditions Delcourt en 2009, dans la collection « Ex-Libris », adaptée du roman par Philippe Thirault et Thierry Lamy, dessinée par Bruno Duhamel.

### Livres audio
- Le père Goriot, sur wikimedia commons.

Il existe au moins trois autres éditions du roman sous forme de livre audio en français :
- Honoré de Balzac, Le Père Goriot (lu par « Éric Dufay »[50]), éditions Livraphone, coffret LIV 341C, Paris, 2005, 8 disques compact (durée non connue)  (EAN 9782878092820) (BNF 40071796).
  - réédition utilisant le vrai nom du narrateur : Honoré de Balzac, Le Père Goriot (texte intégral lu par Éric Herson-Macarel), éditions Livraphone, coffret LIV 314M, Paris, 2006, 1 disque compact MP3 (7 heures 45 minutes)  (EAN 3358950000234) (BNF 40103824).
- Honoré de Balzac, Le Père Goriot (texte abrégé, lu par Michel Vuillermoz), éditions Thélème, coffret 837, Paris, 2009, 5 disques compact (durée non connue)  (EAN 9782878625349) (BNF 41476715).